# درین (جبال‌بارز جنوبی)
درین یک روستا در ایران است که در بخش جبال‌بارز جنوبی در شهرستان عنبرآباد استان کرمان واقع شده‌است. درین ۳۹ نفر جمعیت دارد.

## جمعیت
این روستا در دهستان نرگسان قرار دارد و براساس سرشماری مرکز آمار ایران در سال ۱۳۸۵، جمعیت آن ۳۹ نفر (۹ خانوار) بوده‌است.